# Pouy-Roquelaure
Pouy-Roquelaure (gaskognisch: Poi e Ròcalaura) ist eine französische Gemeinde mit 115 Einwohnern (Stand 1. Januar 2022) im Département Gers in der Region Okzitanien (bis 2015 Midi-Pyrénées); sie gehört zum Arrondissement Condom und zum Gemeindeverband Lomagne Gersoise. Die Bewohner nennen sich Pouy-Roquelains/Pouy-Roquelaines.
Sie ist umgeben von den Nachbargemeinden Lamontjoie (im Département Lot-et-Garonne) im Norden, Saint-Mézard im Osten, Berrac im Südosten, La Romieu im Süden, Gazaupouy im Südwesten sowie Ligardes im Westen.

## Bevölkerungsentwicklung
| Jahr                                                                               | 1793 | 1806 | 1831 | 1846 | 1856 | 1962 | 1968 | 1975 | 1982 | 1990 | 1999 | 2006 | 2011 | 2016 |
| Einwohner                                                                          | 566  | 603  | 628  | 508  | 537  | 168  | 141  | 128  | 139  | 152  | 137  | 140  | 135  | 123  |
| heutiges Gemeindegebiet Quellen: Cassini, Pouy-RoquelaureCassini, Rignac und INSEE |      |      |      |      |      |      |      |      |      |      |      |      |      |      |